# Qatar IAAF World Super Tour 2007
Il Qatar IAAF World Super Tour 2007 è un meeting di atletica leggera svoltosi l'11 maggio 2007 facente parte del circuito IAAF World Tour, di cui rappresenta il quarto appuntamento stagionale. La competizione ha rappresentato per molte star dell'atletica contemporanea l'esordio outdoor stagionale.

## Risultati

### Uomini
| Evento: | Vincitore:                     | Vincitore: | 2° piazzato:                  | 2° piazzato: | 3° piazzato:                     | 3° piazzato: |
| --- | ------------------------------ | ---------- | ----------------------------- | ------------ | -------------------------------- | ------------ |
| 100m | Darrel Brown Trinidad e Tobago | 10"13      | Michael Frater Giamaica       | 10"19        | Shawn Crawford Stati Uniti       | 10"20        |
| 200m | Christopher Williams Giamaica  | 20"24      | Shawn Crawford Stati Uniti    | 20"59        | Jaysuma Saidy Ndure Gambia       | 20"62        |
| 800 m | Wilfred Bungei Kenya           | 1'44"14    | Amine Laalou Marocco          | 1'44"87      | Abraham Chepkirwok Uganda        | 1'45"14      |
| 1.500m | Augustine Kiprono Choge Kenya  | 3'31"73    | Suleiman Kipses Simotwo Kenya | 3'31"98      | Youssef Baba Marocco             | 3:32.13      |
| 3.000m | Eliud Kipchoge Kenya           | 7'33"06    | Jonas Cheruiyot Kenya         | 7'34"37      | Joseph Ebuya Kenya               | 7'34"66      |
| 110hs | David Payne Stati Uniti        | 13"12      | David Oliver Stati Uniti      | 13"14        | Terrence Trammell Stati Uniti    | 13"15        |
| Salto triplo | Jadel Gregório Brasile         | 17,04m     | Leevan Sands Bahamas          | 16,91m       | Allen Simms Porto Rico           | 16,81m       |
| Getto del peso | Reese Hoffa Stati Uniti        | 21,37m     | Andrei Mikhnevich Bielorussia | 20,06m       | Robert Häggblom Finlandia        | 19,65m       |
| Lancio del disco | Virgilijus Alekna Lituania     | 68,51m     | Piotr Małachowski Polonia     | 64,32m       | Ehsan Hadadi Iran                | 63,98m       |
| Lancio del giavellotto | Andreas Thorkildsen Norvegia   | 86,39m     | Vadims Vasilevskis Lettonia   | 85,24m       | John Robert Oosthuizen Sudafrica | 83,33m       |
| AR record continentale \| NR record nazionale \| PB record personale \| SB record personale stagionale \| WL miglior prestazione dell'anno \| WR record mondiale |                                |            |                               |              |                                  |              |

### Donne
| Evento: | Vincitore:                  | Vincitore: | 2° piazzato:               | 2° piazzato: | 3° piazzato:                 | 3° piazzato: |
| --- | --------------------------- | ---------- | -------------------------- | ------------ | ---------------------------- | ------------ |
| 100m | Allyson Felix Stati Uniti   | 11"27      | Sheri-Ann Brooks Giamaica  | 11"29        | Rakia Al-Gassra Bahrein      | 11"29        |
| 400m | Allyson Felix Stati Uniti   | 50"40      | Amy Mbacké Thiam Senegal   | 50"99        | Shericka Williams Giamaica   | 51"12        |
| 1.500 metri | Viola Kibiwot Kenya         | 4'05"43    | Vivian Cheruiyot Kenya     | 4'06"65      | Meselech Melkamu Etiopia     | 4'07"52      |
| 3.000 siepi | Donna MacFarlane Australia  | 9'34"47    | Korene Hinds Giamaica      | 9'37"01      | Mekdes Bekele Tadese Etiopia | 9'37"64      |
| 100hs | Virginia Powell Stati Uniti | 12"66      | LoLo Jones Stati Uniti     | 12"78        | Sally McLellan Australia     | 12"90        |
| Salto in alto | Blanka Vlašić Croazia       | 2,04m      | Tia Hellebaut Belgio       | 1,98m        | Ruth Beitia Spagna           | 1,96m        |
| Salto con l'asta | Julija Golubčikova Russia   | 4,54m      | Silke Spiegelburg Germania | 4,44m        | Krisztina Molnar Ungheria    | 4,35m        |
| Salto in lungo | Kumiko Ikeda Giappone       | 6,70m      | Tatyana Kotova Russia      | 6,63m        | Concepciòn Montaner Spagna   | 6,61m        |
| Lancio del martello | Kamila Skolimowska Polonia  | 76,83m     | Tatyana Lysenko Russia     | 75,73m       | Ivana Brkljacic Croazia      | 74,62m       |
| AR record continentale \| NR record nazionale \| PB record personale \| SB record personale stagionale \| WL miglior prestazione dell'anno \| WR record mondiale |                             |            |                            |              |                              |              |